# Полипиррол

Полипиррол

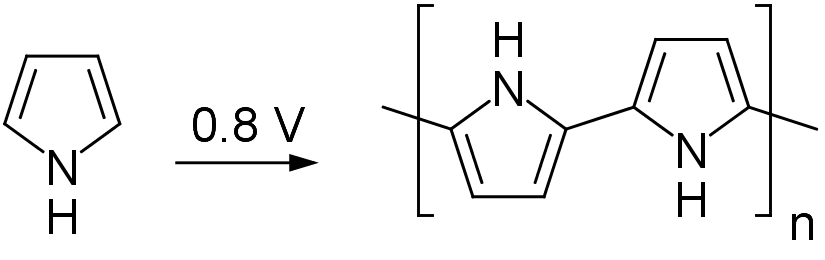
Пиррол можно полимеризовать электрохимическим способом.

Полипиррол (PPy) — это органический полимер, полученный окислительной полимеризацией пиррола. Это твердое вещество с формулой {\displaystyle {\ce {H (C4 H2 NH)n H}}}
Это собственно проводящий полимер, используемый в электронике, оптике, биологии и медицине.

## История
Некоторые из первых примеров PPy были описаны в 1919 году Анджели и Пьерони, которые сообщили об образовании пиррольных сажей из пиррол-бромистого магния. С тех пор реакция окисления пиррола изучается и публикуется в научной литературе.
Работа над проводящими полимерами, включая полипиррол, политиофен, полианилин и полиацетилен, была удостоена Нобелевской премии по химии в 2000 году Алану Хигеру, Алану Мак-Диармиду и Хидэки Сиракава.

## Синтез
Для синтеза PPy можно использовать разные методы, но наиболее распространенными являются электрохимический синтез и химическое окисление.
Химическое окисление пиррола:
{\displaystyle {\ce {n C4 H4 NH + 2n FeCl3 -> (C4 H2 NH)n + 2n FeCl2 + 2n HCl}}}
Считается, что этот процесс происходит за счет образования пиградикального катиона {\displaystyle {\ce {C4 H4 NH^+}}}. Этот электрофил атакует углерод C-2 не окисленной молекулы пиррола с образованием димерного катиона {\displaystyle {\ce {[(C4 H4 NH)2 ]^++}}}. Процесс повторяется много раз.
Проводящие формы PPy получают окислением («р-легированием») полимера:
{\displaystyle {\ce {(C4 H2 NH)n + 0{,}2 X -> [(C4 H2 NH)n X0,2 ]}}}
Полимеризация и p-легирование также могут быть выполнены электрохимическим способом. Полученный проводящий полимер отслаивается от анода. Методы циклической вольтамперометрии и хронокулометрии могут быть использованы для электрохимического синтеза полипиррола.

## Свойства
Пленки PPy желтые, но темнеют на воздухе из-за некоторого окисления. Легированные пленки имеют синий или черный цвет в зависимости от степени полимеризации и толщины пленки. Они аморфные, дифракционные слабые. PPy описывается как «квазиодномерный» по сравнению с одномерным, поскольку имеет место некоторая сшивка и перескок цепи. Нелегированные и легированные пленки не растворяются в растворителях, но набухают. Легирование делает материалы хрупкими. Они стабильны на воздухе до 150 ° C, при которой примесь начинает выделяться (например, в виде HCl).
PPy — изолятор, но его окисленные производные являются хорошими электрическими проводниками. Электропроводность материала зависит от условий и реагентов, используемых при окислении. Диапазон проводимости от 2 до 100 См / см. Более высокая проводимость связана с более крупными анионами, такими как тозилат . Легирование полимера требует, чтобы материал набухал для размещения компенсирующих заряд анионов. Физические изменения, связанные с этой зарядкой и разрядкой, обсуждались как форма искусственной мускулатуры. Поверхность полипиррольных пленок проявляет фрактальные свойства, и ионная диффузия через них демонстрирует аномальную картину диффузии.

## Приложения
PPy и родственные ему проводящие полимеры имеют два основных применения в электронных устройствах и в химических сенсорах.

## Тенденции исследований
PPy является потенциальным средством доставки лекарств. Полимерная матрица служит контейнером для белков.
Полипиррол был исследован в качестве носителя катализатора для топливных элементов и для сенсибилизации катодных электрокатализаторов.
Вместе с другими сопряженными полимерами, такими как полианилин, поли (этилендиокситиофен) и т. д., Полипиррол был изучен в качестве материала для «искусственных мышц», технологии, которая предлагает преимущества по сравнению с традиционными моторными исполнительными элементами.
Полипиррол использовали для покрытия диоксида кремния и диоксида кремния с обращенной фазой, чтобы получить материал, способный к анионному обмену и проявляющий гидрофобные взаимодействия.
Полипиррол был использован в микроволновом производстве многослойных углеродных нанотрубок, быстром методе выращивания УНТ.
Водостойкая полиуретановая губка, покрытая тонким слоем полипиррола, впитывает масло в 20 раз больше своего веса и может использоваться повторно.
Полипиррольное волокно, полученное мокрым формованием, может быть получено путем химической полимеризации пиррола и DEHS в качестве присадки.